# 群馬県道12号前橋高崎線
群馬県道12号前橋高崎線（ぐんまけんどう12ごう まえばしたかさきせん）は、群馬県前橋市から高崎市に至る県道（主要地方道）である。

## 概要
本県道は前橋市石倉町から南進し、高崎市和田多中町の国道17号交点までを結ぶ路線であり、上越線と並行して走る。
かつて路線の大部分が国道17号であった。高崎駅など高崎市街の向かう場所によっては本県道（国道17号旧道）の方が近い場合があるため、国道から県道に降格した現在でも大変混雑の激しい道路である。
なお、起点から群馬県道13号前橋長瀞線を介して350m弱北進すると、国道17号の交点かつ県道13号の起点である石倉三丁目交差点に至る。また起点から県道13号を介して100m弱東進すると、群馬県道109号石倉前橋停車場線の起点に至る。

### 路線データ
- 起点 : 群馬県前橋市石倉町1丁目（石倉町一丁目交差点＝群馬県道13号前橋長瀞線交点）
- 終点 : 群馬県高崎市和田多中町/上佐野町（和田多中町交差点＝国道17号・群馬県道121号和田多中倉賀野線交点）
- 総延長 : 9.7765 km[1]
- 実延長 : 9.3270 km[1]

## 歴史
かつて、前橋市石倉町（石倉町一丁目交差点） - 高崎市飯塚町の約6.3 km区間は、一級国道17号線（国道17号）に指定されていた区間である。
- 1967年（昭和42年）6月16日：前身にあたる県道上佐野石倉線が認定される[1]。
- 1983年（昭和58年）1月17日：群馬県より県道路線認定に関する告示（昭和42年群馬県告示第391号）の一部が改正され、前身にあたる上佐野石倉線（高崎市上佐野町 - 前橋市石倉町）から、現在の前橋高崎線（前橋市 - 高崎市、整理番号55）となる[3]。
- 1993年（平成5年）5月11日：建設省から、県道前橋高崎線が前橋高崎線として主要地方道に指定される[4]。

## 路線状況
本県道の車線数は起点付近、新前橋駅前、高崎駅東口付近が4車線以上になっている他は2車線である。

### 通称
- 前橋街道（高崎市日高町・前橋市境 - 高崎市飯玉町・JR新前橋街道踏切）[5]
- 東三条通り（高崎市飯玉町・JR新前橋街道踏切 - 高崎市和田多中町・新後閑町交差点）[5]
- 旧中山道（高崎市和田多中町・新後閑町交差点 - 終点）[5]

### 交差する河川
- 滝川（滝川橋、前橋市新前橋町）
- 染谷川（染谷橋、前橋市江田町）
- 井野川（井野川橋、高崎市井野町・井野川橋交差点 - 井野町）
- 一貫堀川（弁天橋、高崎市飯塚町/飯玉町 - 飯塚町）

## 地理

### 通過する自治体
- 前橋市
- 高崎市

### 交差する道路
- 群馬県道13号前橋長瀞線（起点）

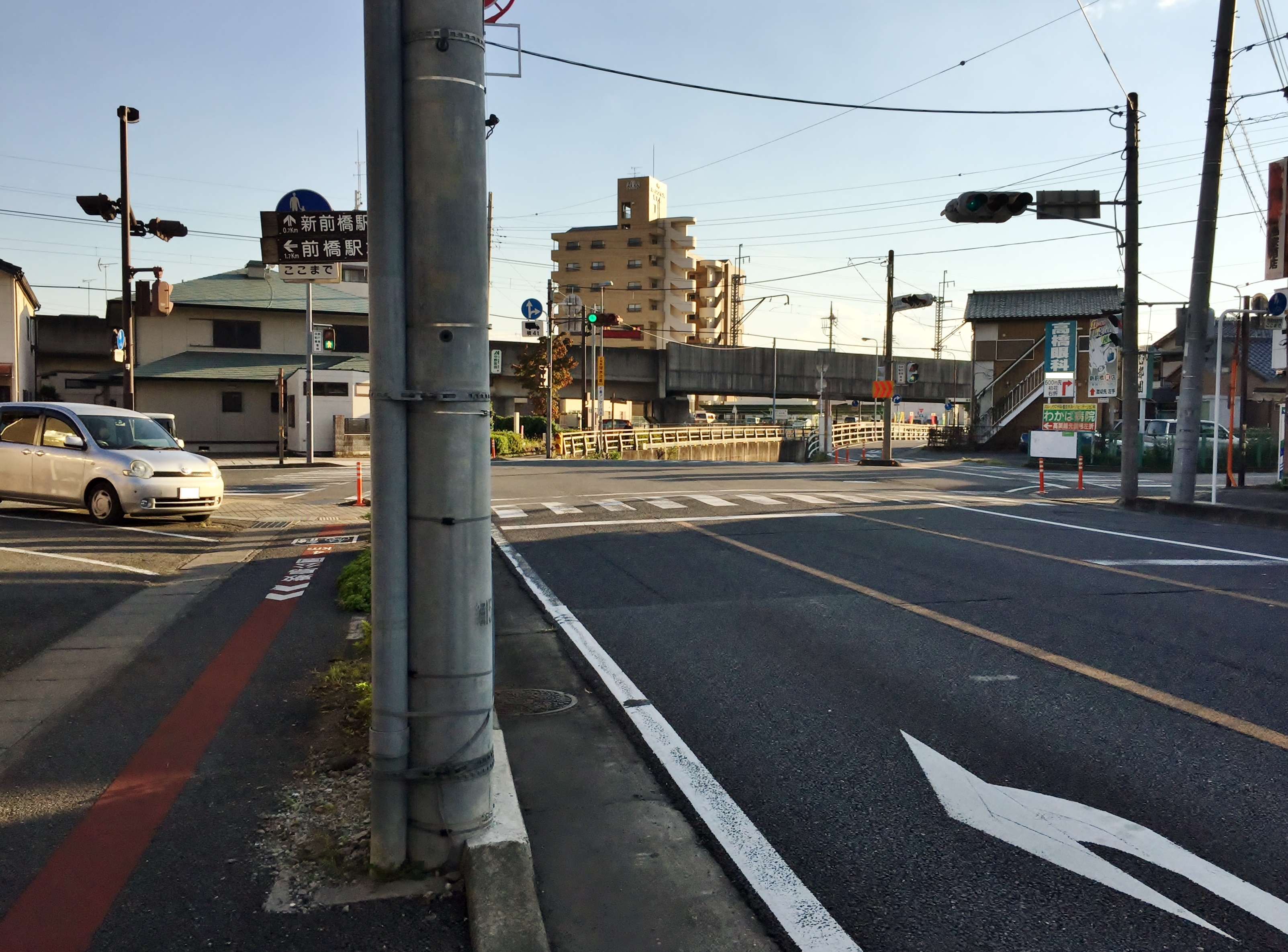
前橋市・石倉町一丁目交差点
（起点、2015年10月）
写真右奥方向（石倉アンダーパス）が県道12号、写真左・手前方向が県道13号、写真右方向が市道である。

- 群馬県道106号新前橋停車場線（前橋市新前橋町/古市町1丁目・新前橋駅前交差点）
- 群馬県道135号井野停車場線（高崎市井野町・井野町交差点）
- 群馬県道129号飯玉本町線（高崎市飯塚町/飯玉町）
- 群馬県道27号高崎駒形線（高崎市芝塚町・芝塚町交差点）
- 国道354号・群馬県道24号高崎伊勢崎線（高崎市江木町・江木町交差点）
- 群馬県道24号高崎伊勢崎線（東毛広域幹線道路）（高崎市栄町・高崎駅東口）
- 群馬県道71号高崎神流秩父線 新道・群馬県道134号新田町新後閑線（高崎市下和田町4丁目/和田多中町/新後閑町・新後閑町交差点）
- 国道17号・群馬県道121号和田多中倉賀野線（終点）

### 沿線にある施設など
- 新前橋駅（上越線、両毛線）（前橋市古市町）
- フォレストモール新前橋（前橋市古市町）
- 高崎市立新高尾小学校（高崎市日高町）
- 高崎市立中尾中学校（高崎市中尾町）
- 高崎問屋町駅（JR上越線）（高崎市貝沢町）
- 高崎市立塚沢小学校（高崎市飯玉町）
- 高崎市立塚沢中学校（高崎市飯玉町）
- 群馬県立高崎女子高等学校（高崎市稲荷町）
- 群馬県立高崎工業高等学校（高崎市江木町）
- 高崎駅（上越新幹線、北陸新幹線、高崎線、上越線、信越本線、上信電鉄上信線）（高崎市八島町）
- 高崎タワー21（高崎市タワー美術館）（高崎市栄町）